# Třída Nembo
Třída Nembo byla lodní třída torpédoborců italského námořnictva. Celkem bylo postaveno šest jednotek této třídy. Za první světové války byly tři potopeny. Přeživší plavidla byla roku 1921 reklasifikována na torpédovky. Vyřazena byla ve 20. letech.

## Stavba
Celkem bylo postaveno šest jednotek této třídy. Vývoj vedl L. Scaglia ve spolupráci s britskou loděnicí John I. Thornycroft & Company. Jejich stavbu zajistila italská loděnice Cantiere Pattison v Neapoly. Do služby byly zařazeny v letech 1902–1905.
Jednotky třídy Nembo:
| Jméno    | Založení kýlu | Spuštěna           | Vstup do služby | Osud |
| -------- | ------------- | ------------------ | --------------- | --- |
| Nembo    | 1899          | 18. května 1901    | červen 1902     | Dne 17. října 1916 v jižním Jaderském moři potopen rakousko-uherskou ponorkou SM U 16.                                                         |
| Turbine  | 1899          | 21. listopadu 1901 | srpen 1902      | Dne 24. května 1915 v jižním Jaderském moři potopen rakousko-uherským křižníkem SMS Helgoland a torpédoborci SMS Csepel, SMS Tátra a SMS Lika. |
| Aquilone | 1899          | 16. října 1902     | říjen 1903      | Vyřazen 1923. |
| Borea    | 1899          | 12. prosince 1902  | říjen 1903      | Dne 15. května 1917 u albánského pobřeží potopen rakousko-uherskými torpédoborci SMS Csepel a SMS Balaton.                                     |
| Zeffiro  |               | 14. května 1904    | duben 1905      | Vyřazen 1924. |
| Espero   |               | 9. července 1904   | duben 1905      | Od roku 1921 Turbine. Vyřazen 1923. |

## Konstrukce

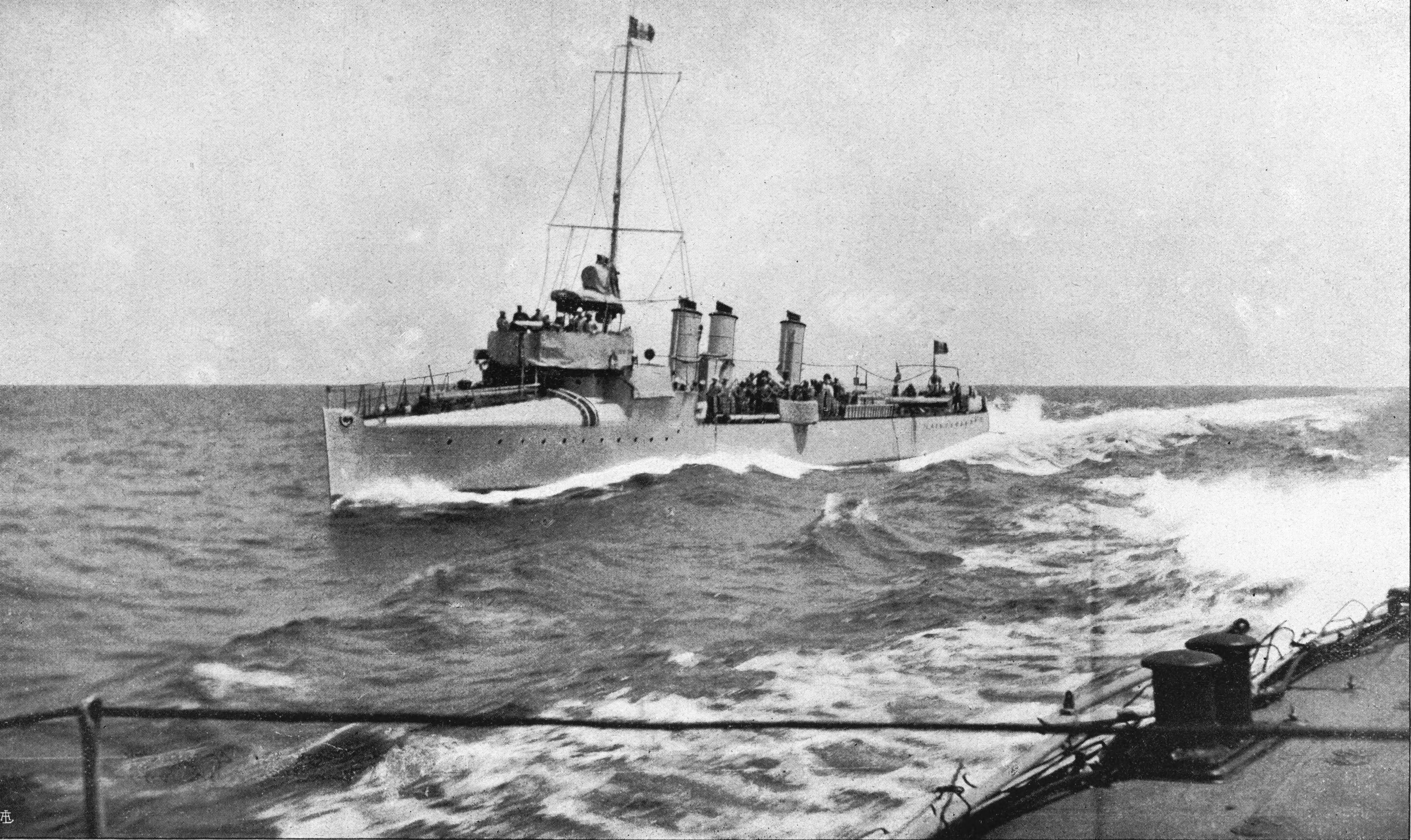
Zeffiro

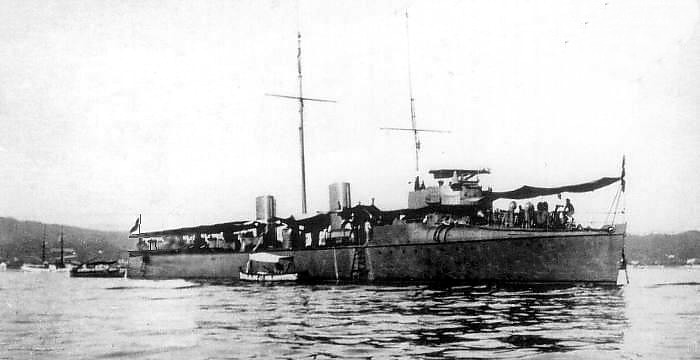
Borea

Výzbroj torpédoborců Nembo a Turbine tvořil jeden 76mm kanón, pět 57mm kanónů a dva jednohlavňové 350mm torpédomety. Ostatní torpédoborce lišily výzbrojí tvořenou pěti 57mm kanóny, třemi jednohlavňovými 350mm torpédomety a čtvrtým torpédometem v přídi. Pohonný systém tvořily tři kotle Thornycroft a dva trojčinné parní stroje o výkonu 5200–5350 hp, pohánějící dva lodní šrouby. Nejvyšší rychlost dosahovala 30 uzlů.

### Modernizace
Roku 1905 byla výzbroj torpédoborců Nembo a Turbine sjednocena s jejich sesterskými plavidly.
V letech 1908–1912 byly kotle všech plavidel upraveny pro spalování topného oleje. Zároveň byl přidán další komín. Dosah po modernizaci byl 2200 námořních mil při rychlosti devět uzlů. Roku 1909 všechny torpédoborce dostaly novou výzbroj čtyř 76mm kanónů a dvou 450mm torpédometů. Roku 1915 byly přeživší torpédoborce vybaveny pro nesení deseti až šestnácti námořních min.
V letech 1919–1921 byla výzbroj přeživších plavidel upravena na tři 76mm kanóny, jeden 6,5mm kulomet, dva 450mm torpédomety a deset až šestnáct min. ZároveŇ byl odstraněn jeden kotel, takže nejvyšší rychlost klesla na 25 uzlů.